# Krzyż anielski św. Tomasza z Akwinu

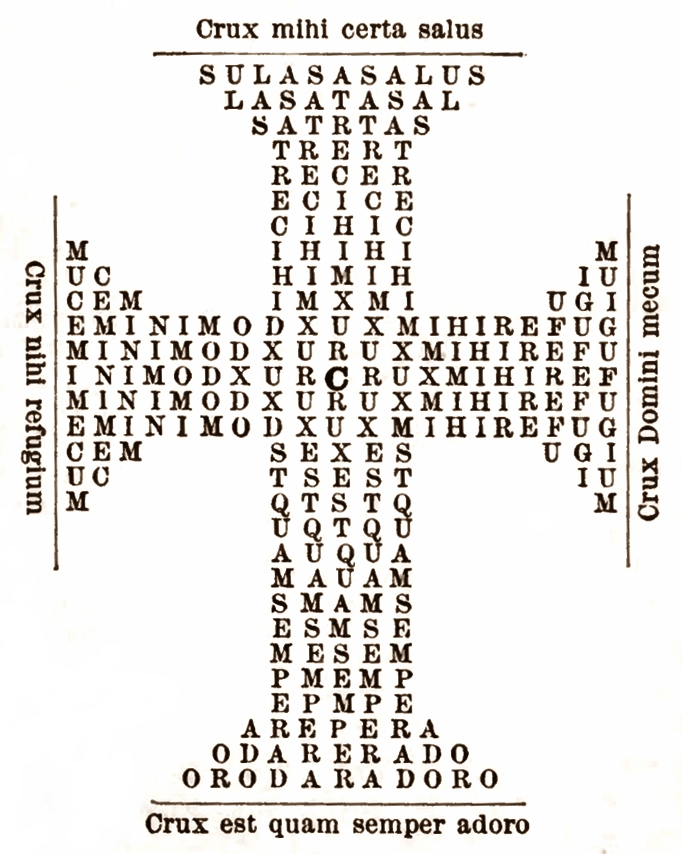
Krzyż anielski św. Tomasza z Akwinu

Krzyż anielski św. Tomasza z Akwinu – średniowieczna modlitwa ułożona w diagramie w kształcie krzyża.

## Geneza
W legendarnych podaniach przyjmuje się, że św. Tomasz z Akwinu w jaskini we włoskiej miejscowości Anagni wyrył na ścianie wielkimi literami słowa modlitwy w formie krzyża. Jednak diagram nazwany później Krzyżem anielskim św. Tomasza z Akwinu, znano znacznie wcześniej. Znajduje się między innymi w XI wiecznym pontyfikale z Eichstätt. Modlitwa nawiązywała do poematu autorstwa żyjącego w V wieku afrykańskiego pisarza Calbulusa, znajdującego się w kompilacji znanej jako Codex Salmasianus, pochodzącej z przełomu VIII i IX wieku. 
Odmawianie tej modlitwy nagradzane było 300 dniami odpustu, ponadto dzięki bulli papieża Piusa IX z 21 stycznia 1874 roku raz w miesiącu można było otrzymać dzięki niej odpust zupełny. Modlitwa w oryginalne jest zapisana po łacinie:
- Crux mihi certa salus – Krzyż, pewne zbawienie dla mnie
- Crux quam semper adoro – Krzyż zawsze przeze mnie adorowany
- Crux domini mecum – Krzyż Pana niech będzie ze mną
- Crux mihi refugium – Krzyż moim schronieniem[3].

Patrząc na diagram należy rozpocząć czytanie od środka. Słowo CRUX biegnie w górę, w dół, w lewo i prawo, a tekst kolejnej modlitwy biegnie w każdym kierunku. Jego kontynuacja znajduje się na górze, dole i bokach. Następnie modlitwa zaczyna się ponownie od środka na następnej linii. Na końcu każdego słupka krzyża niektóre słowa dzielą litery poprzedniej lub następnej linii. Na pierwszy rzut oka nie jest to jasne, ale gdy się odnajdzie ścieżki tekstów można bez problemu je odczytać. Odmawianie modlitwy w takiej formie i skupienie uwagi na diagramie służyło wzmocnieniu kontemplacji i połączone było z jednoczesną adoracją krucyfiksu oraz z całowaniem poszczególnych jego części. W średniowieczu przykładano szczególną wagę do adoracji Krzyża Świętego i tego typu modlitwa była wtedy dość popularna.

## Krzyż anielski z Krakowa

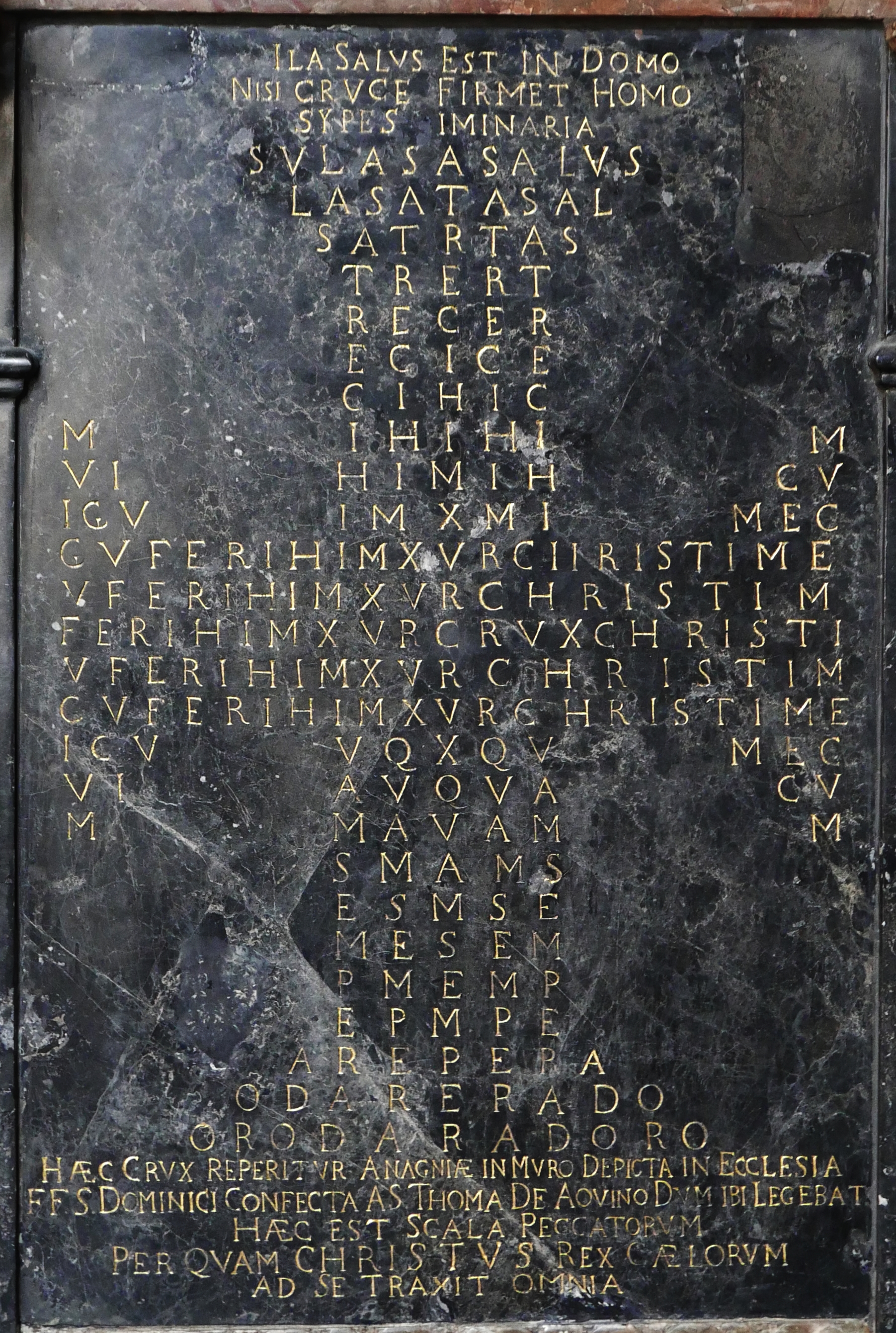
Krzyż św. Tomasza z Akwinu w krużgankach przy klasztorze dominikanów w Krakowie

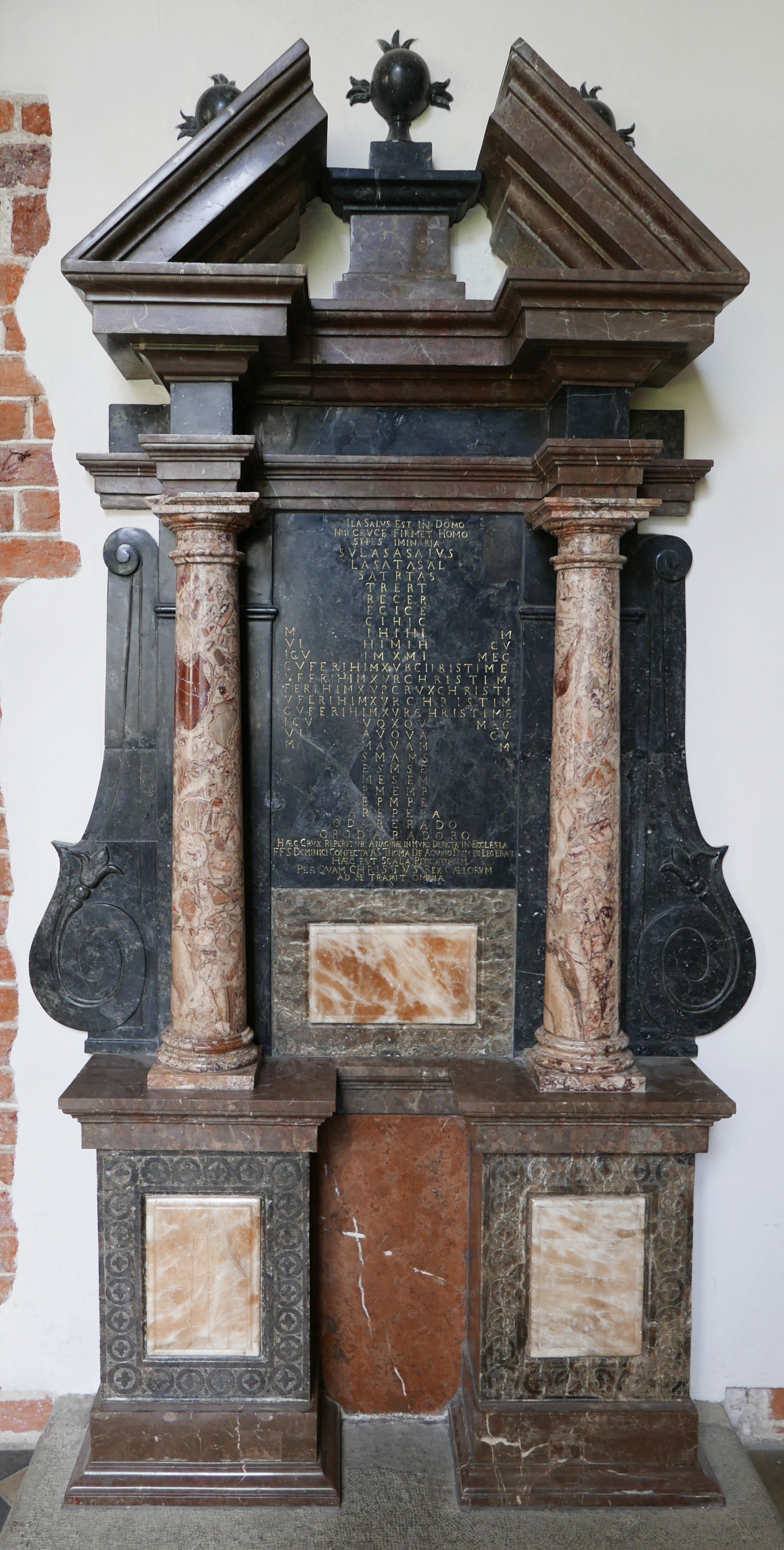
Kapliczka adoracji Krzyża Świętego z modlitwą Krzyża anielskiego Tomasza z Akwinu z XVII w. w krużgankach przy klasztorze dominikanów w Krakowie

W Polsce diagram z Krzyżem anielskim św. Tomasza z Akwinu znajduje się w centralnej części kapliczki adoracji Krzyża Świętego, datowanej na XVII wiek znajdującej się w krużgankach przy klasztorze dominikanów w Krakowie. Dodatkowo ponad i pod krzyżem znajdują się cytaty ze średniowiecznej pieśni Adama ze św. Wiktora pt. Laudes Crucis attollamus oraz informacja, że jest to krzyż znajdujący się na ścianie kościoła w Anagni.